# Krzywe (Trzcianiec)
Krzywe (dawn. alt Krywe, Krzywa) – dawna wieś w Polsce, obecnie niezamieszkany obszar na terenie wsi Trzcianiec w województwie podkarpackim, w powiecie bieszczadzkim, w gminie Ustrzyki Dolne. Dawna wieś leżała w przełęczy Krzywe, na pograniczu Pogórza Przemyskiego i pasma Chwaniowa, należącego do Gór Sanocko Turczańskich, między wsiami Leszczawa Górna i Trzcianiec.
Obecnie nic nie pozostało po Krzywem oprócz wykarczowanego placu.

## Historia
Dawniej wieś. Na przełomie XVIII i XIX wieku wsie Roztoka, Trzcianiec i Krzywe były własnością Adama Lewickiego. Od tego ostatniego zakupił je w 1804 r. Sebastian Ostaszewski herbu Ostoja .
Pod zaborem austriackim Krzywe stanowiło odrębną gminę jednostkowa w powiecie birczańskim Królestwa Galicji i Lodomerii. W II RP już nie figuruje jako samodzielna gmina, lecz jako część gminy Roztoka. Od 1934 w zbiorowej gminie Kuźmina w powiecie przemyskim.
26 czerwca 1941 nieopodal wsi toczyły się walki słowacko-sowieckie .